# Shadows of the Damned
Shadows of the Damned é um jogo de tiro em terceira pessoa desenvolvido pela Grasshopper Manufacture e publicado pela Electronic Arts de 2011 para os consoles PlayStation 3 e Xbox 360. O jogo segue a história de Garcia Hotspur, um caçador de demônios mexicano que vai para o inferno para combater os seus males a fim de salvar seu verdadeiro amor. O jogo é o resultado da colaboração entre Goichi Suda e Shinji Mikami, e combina os estilos dos dois designers.